# Magne Hoseth
Magne Hoseth (født Magne Hoset 13. oktober 1980 i Norge) er en norsk forboldtræner og tidligere professionel fodboldspiller , der spillede som en angribende midtbanespiller.
Hoseth startede sin karriere i den lokale klub Averøykameratene. I 1999 underskrev han kontrakt med Molde FK, og i sin første sæson for klubben klarede sig han godt både i den norske Tippeliga og i Champions League.
I sommeren 2004 skiftede Hoseth til det danske hold FC København. Han var meget populær i København, men fordi han havde hjemve og ville tilbage til Norge, forlod han klubben. I juni 2005 underskrev han kontrakt med Vålerenga fra Oslo. Hoseth havde ingen stor succes i Vålerenga, og i juli 2006 vendte han tilbage til sin gamle klub Molde FK.
Som træner har han været træner for færøske KÍ Klaksvík, som han førte til europæisk gruppespil i Conference League. Den 11. januar 2024 kunne Lyngby Boldklub offentliggøre, at de havde købt Magne Hoseth fri fra KÍ Klaksvík, og at han overtog rollen som cheftræner. Efter blot 50 dage som træner, blev kontrakten dog ophævet.